# Frederica de Laguna
Frederica ("Freddy") Annis López de Leo de Laguna (Ann Arbor, Míchigan, 3 de octubre de 1906 - Haverford, Pensilvania, 6 de octubre de 2004) fue una etnóloga, antropóloga y arqueóloga estadounidense influyente por su trabajo en Paleoindia y el arte y arqueología nativo en Alaska en el noroeste de América y Alaska.
Fundó y presidió el departamento de antropología en el Bryn Mawr College de 1938 a 1972 y fue vicepresidenta de la Sociedad de Arqueología Americana (SAA) de 1949 a 1950 y presidenta de la Asociación Americana de Antropología (AAA) de 1966 a 1967. Los honores que le otorgaron a De Laguna incluyen el Premio Lindback de Bryn Mawr College por Enseñanza Distinguida en 1972; la eligieron en la Academia Nacional de Ciencias como la primera mujer, con su excompañera de clase Margaret Mead, en 1975; recibió al Premio al Servicio Distinguido de la AAA en 1986; un potlatch de la gente de Yakutat en 1996; y la Medalla Lucy Wharton Drexel de la Universidad de Pensilvania en 1999.

## Infancia y educación
De Laguna fue hija de Theodore Lopez de Leo de Laguna y Grace Mead (Andrus) de Laguna, profesores de filosofía en Bryn Mawr College, y nació el 3 de octubre de 1906 en Ann Arbor, Míchigan. Sus padres la educaron en el hogar hasta los 9 años debido a enfermedades frecuentes. Ella realizó junto con sus padres y su hermano menor, Wallace, dos años sabáticos durante su adolescencia: Cambridge y Oxford, Inglaterra en 1914-1915 y Francia en 1921-1922.
De Laguna asistió al Colegio Bryn Mawr con una beca de 1923 a 1927, graduándose summa cum laude con un título en Política y Economía. Aunque recibió la beca europea de la universidad, lo aplazó durante un año para estudiar Antropología en la Universidad de Columbia con Franz Boas, Gladys Reichard y Ruth Benedict . En 1928, De Laguna viajó a Inglaterra, Francia y España, dónde adquirió experiencia de trabajo en el campo con George Grant MacCurdy ; "asistió a conferencias sobre arte prehistórico a cargo de Abbe Breuil, y recibió orientación de Paul Rivet y Marcelin Boule". En junio de 1929, De Laguna navegó a Groenlandia como asistente de Therkel Mathiassen en la "primera excavación arqueológica científica" del país. Permaneciendo un total de seis meses, la excavación la convenció de un futuro en antropología y más tarde se convirtió en el tema de Viaje a Groenlandia: una iniciación personal en antropología (1997).
De Laguna recibió su doctorado en Antropología de la Universidad de Columbia en 1933.

## Carrera

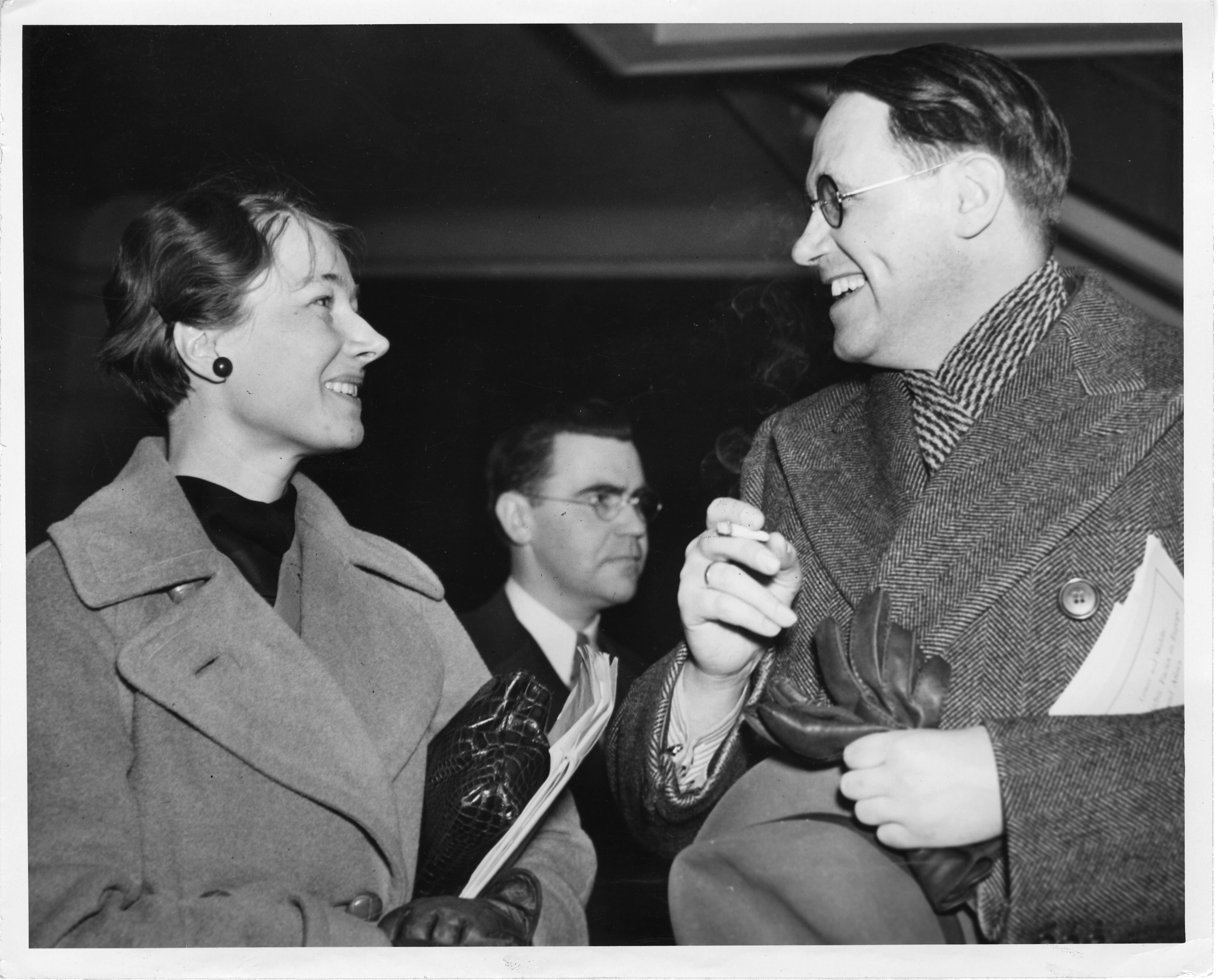
Frederica Annis López de Leo de Laguna en un congreso en 1937 con Kaj Birket-Smith (derecha), donde presentaron un documento conjunto sobre etnología de Alaska.

La primera expedición financiada por De Laguna fue en Príncipe William Sound y Cook Inlet, Alaska, en 1930 después de que Kaj Birket-Smith enfermase y no pudiese continuar con De Laguna como su asistente de investigación. De Laguna, en cambio, obtuvo fondos del Museo de la Universidad de Pensilvania y trajo a su hermano Wallace, que era geólogo, como asistente. Al año siguiente, el museo contrató a De Laguna para catalogar sus colecciones de esquimales y, nuevamente, financió dos excavaciones en Cook Inlet en 1931 y 1932. Ella codirigió una expedición arqueológica y etnológica del Príncipe William Sound en 1933 con Birket-Smith; el viaje se convirtió en la base de "Los indios Eyak del delta del río Copper, Alaska" (1938). A continuación, De Laguna exploró el valle inferior del Yukón y el río Tanana en 1935 y publicó dos obras debido a ello: Viajes entre el Dena (1994) y Cuentos del Dena (1997).
Bryn Mawr College contrató a De Laguna como profesora de sociología en 1938 "para impartir el primer curso de antropología". Mantuvo este puesto hasta 1942, cuando tomó un permiso de ausencia para servir en la reserva naval como teniente comandante de Mujeres Aceptadas para el Servicio Voluntario de Emergencia (WAVES). Enseñó historia naval y códigos y cifras a mujeres guardiamarinas en el Smith College hasta el final de la guerra en 1945. Ella reanudó sus tareas de profesora en el Bryn Mawr College y luego regresó a la región norteña de Tlingit de Alaska en la década de 1950, lo que condujo a su "monografía integral de tres volúmenes ... considerada [como] el trabajo autorizado en el Yakutat Tlingit ". Aunque se retiró en 1975, De Laguna permaneció activa en su profesión a través de un viaje a Upernavik, Groenlandia (lo que resultó en la finalización de The Tlingit Indians [1991] de George Thornton Emmons ), voluntario para el Servicio Forestal de EE. UU en Alaska el establecimiento de la editorial Frederica de Laguna Northern Books Press.
De Laguna también trabajó como conservacionista asociada en suelos entre 1935 y 1936 en la reserva pueblo pima, Arizona; como profesora en una escuela de campo arqueológico en 1941 bajo el patrocinio de Bryn Mawr College y el Museo del Norte de Arizona ; y como profesora visitante en la Universidad de Pensilvania de 1947 a 1949 y de 1972 a 1976 y en la Universidad de California, Berkeley de 1959 a 1960 y de 1972 a 1973.

## Trabajos destacados
- 1930, La marcha de los mil: Aventuras de un niño estadounidense con el Garibaldi . Boston: Pequeño, Brown. OCLC 3940490
- 1937, La flecha apunta al asesinato . Garden City, Nueva Jersey: Crime Club, Inc. OCLC 1720968
- 1938, Niebla en la montaña . Homer, AK: Kachemak Country Publications. OCLC 32748448
- 1972, Bajo el Monte Saint Elias: La historia y la cultura del Yakutat Tlingit: Primera parte, pdf . Contribuciones del Smithsonian a la antropología, v. 7. Washington, DC: Smithsonian Institution Press. OCLC 603795
- 1977, Viaje a Groenlandia: una iniciación personal en antropología . Nueva York: Norton. OCLC 2646088
- 1991, con George Thornton Emmons, Los indios Tlingit . Nueva York: Museo Americano de Historia Natural. OCLC 23463915
- 1994, con Norman Reynolds y Dale DeArmond, Tales from the Dena: historias indias de los ríos Tanana, Koyukuk y Yukon . Seattle, WA: University of Washington Press. OCLC 31518221
- 1997, Viajes entre la Dena: Explorando el valle del Yukón de Alaska . Seattle, WA: University of Washington Press. OCLC 42772476